# Kallflytning
Kallflytning är ett fel vid gjutning som beror på att temperaturen är för låg vid gjuttillfället. Vid kallflytning stelnar metallen innan formen fyllts, vilket ofta inträffar vid krökar. Låg gjuttemperatur kan även orsaka andra gjutfel som kallveck eller kallspricka.
Kallflytning är också när en kabels eller kardels isolering flyttar sig om den utsätts för tryckpåkänning. Det kan leda till isolationsfel och eventuelt brand.  